# Edward Bunker

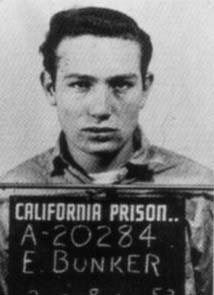
Edward Bunker (1952)

Edward Heward Bunker (* 31. Dezember 1933 in Los Angeles, Kalifornien; † 19. Juli 2005 in Burbank, Kalifornien) war ein US-amerikanischer Schriftsteller und Schauspieler.

## Leben
Bunker kam schon als Kind mit dem Gesetz in Konflikt und wurde bereits als Jugendlicher mehrfach zu Gefängnisstrafen verurteilt. Mit 18 bekam er zehn Jahre Zuchthaus und landete im San Quentin State Prison, wurde aber nach viereinhalb Jahren auf Bewährung entlassen. Nach weiteren Straftaten wurde er erneut zu 14 Jahren Haft verurteilt, von denen er sieben – erneut in San Quentin – absaß. Bereits im Gefängnis begann er zu schreiben, sein erster Roman erschien allerdings erst 1973, nachdem er schon wieder mehrfach verurteilt und entlassen worden war.
Mitte der 1970er Jahre entdeckte Hollywood die Qualitäten Bunkers; Dustin Hoffman produzierte und spielte die Hauptrolle in Stunde der Bewährung (Straight Time), der Verfilmung von No Beast so Fierce, worin Bunker auch eine erste kleine Rolle übernahm. Seit 1978 arbeitete er regelmäßig als Drehbuchautor und Schauspieler. So spielte er etwa Mr. Blue in Quentin Tarantinos Film Reservoir Dogs – Wilde Hunde sowie den Häftling Jonah in Expreß in die Hölle (Runaway Train), an dessen Drehbuch er wesentlichen Anteil hatte. Seine Bücher und Filmskripte basieren großteils auf eigenen Erfahrungen im Gefängnis. Für seine Autobiografie Mr Blue: Memoirs of a Renegade wurde er im Jahre 2000 mit dem renommierten Dagger Award für Kriminalliteratur (Non-Fiktion) ausgezeichnet.

## Werke

### Romane
- 1973 No Beast So Fierce
  - Wilder als ein Tier, dt. von Ulrich Wünsch, Reinbek bei Hamburg: Rowohlt 1995. ISBN 3-499-43152-1
- 1977 The Animal Factory
  - Ort der Verdammnis, dt. von Michael K. Georgi, Reinbek bei Hamburg: Rowohlt 1996. ISBN 3-499-43248-X
- 1996 Dog Eat Dog
  - Der letzte Coup, dt. von Uschi Gnade, München: Heyne 2002. ISBN 3-453-19920-0
- 1997 Little Boy Blue
- 2007 Stark
  - Lockruf der Nacht, dt. von Jürgen Bürger, München: Liebeskind 2009. ISBN 978-3-935890-61-8
- 2010 Death Row Breakout and other stories

### Autobiographisches
- 1999 Mr Blue: Memoirs of a Renegade (2001 in den USA erschienen unter Education of a Felon: A Memoir)

### Drehbücher
- 1978 Straight Time (Stunde der Bewährung) – Regie: Ulu Grosbard, Dustin Hoffman
- 1985 Runaway Train (Expreß in die Hölle) – Regie: Andrei Kontschalowski
- 2000 Animal Factory (Rache eines Verurteilten) – Regie: Steve Buscemi

## Filme
- 1978: Stunde der Bewährung (Straight Time)
- 1980: The Long Riders
- 1985: Expreß in die Hölle (Runaway Train) – Regie: Andrei Kontschalowski
- 1986: Kalte Hölle (Slow Burn) – Regie: Matthew Chapman
- 1987: Running Man
- 1987: Shy People – Bedrohliches Schweigen (Shy people)
- 1987: Black Scorpion (Fear) – Regie: Robert A. Ferretti
- 1988: Nacht der Entscheidung – Miracle Mile (Miracle Mile)
- 1989: Tango und Cash (Tango & Cash)
- 1989: Karate Tiger IV – Best of the Best (Best of the Best) – Regie: Robert Radler
- 1989: Der Sunset-Killer (Relentless) – Regie: William Lustig
- 1990: Hunter (Fernsehserie) – Episode: Where Echoes End – Regie: Walter Brough
- 1992: Reservoir Dogs – Wilde Hunde (Reservoir Dogs)
- 1993: Best of the Best – Der Unbesiegbare (Best of the Best 2) – Regie: Robert Radler
- 1993: Böse Schatten (Love, Cheat & Steal)
- 1993: Distant Cousins – Regie: Andrew Lane
- 1994: Liebe bis zum Tod (Somebody to Love) – Regie: Alexandre Rockwell
- 1995: Fallen Angels (Fernsehserie), Episode: Love and Blood – Regie: Kiefer Sutherland
- 1996: Chamäleon (Caméléone) – Regie: Benoît Cohen
- 1998: Shadrach – Die Heimkehr des Fremden (Shadrach) – Regie: Susann Styron
- 2000: Animal Factory – Rache eines Verurteilten (Animal Factory) – Regie: Steve Buscemi
- 2001: Family Secrets – Regie: Sally Champlin
- 2002: 13 Moons – Regie: Alexandre Rockwell
- 2005: Spiel ohne Regeln (The Longest Yard)
- 2005: Champion – Regie: Joe Eckardt
- 2005: High Hopes (Nice Guys) – Regie: Joe Eckardt